# Бьелло, Алессандро
Алессандро Симоне Бьелло (англ. Alessandro Simone Biello, род. 7 апреля 2006, Монреаль, Квебек) — канадский футболист, полузащитник клуба «Клёб де Фут Монреаль».

## Клубная карьера
Бьелло — воспитанник клубов «Сент-Леонард» и «Клёб де Фут Монреаль». 7 мая 2024 года в поединке первенства Канады против «Форджа» Алессандро дебютировал за основной состав последних. 16 мая в матче против «Коламбус Крю» он дебютировал в MLS.

## Международная карьера
В 2023 году Бьелло в составе юношеской сборной Канады принял участие в юношеском чемпионате КОНКАКАФ в Гватемале. На турнире он сыграл в матчах против команд Тринидада и Тобаго, Барбадоса, Гаити, Пуэрто-Рико и США. В поединке против барбадосцев Алессандро забил гол.
В том же году Бьелло принял участие в юношеском чемпионате мира в Индонезии. На турнире он сыграл в матче против сборной Испании.
В 2024 году в составе молодёжной сборной Канады Бьелло принял участие в молодёжном Кубке КОНКАКАФ в Мексике. На турнире он сыграл в матчах против сборных Гондураса, Доминиканской Республики и Панамы.